# Kolon-tó
A Kolon-tó a Kiskunság legnagyobb édesvízi mocsara, a Kiskunsági Nemzeti Park védett területe Izsák mellett. Területe 2962 hektár, medre egy észak-déli irányú, a Duna–Tisza közi homokhátság benyomult holocén kori Duna-ágból alakult ki. Környezetét telepített erdők és megművelt földek övezik.

## Neve
Az elnevezés a környéken található, azonos néven alapuló településen alapul. A név a "qulun" szóból származik, ami régi türkül "csikó". Egy másik elméletet követve a víztestet a tulajdonosról nevezték el, "Kolon" vagy "Qulun".

## Elhelyezkedése, megközelítése
A tó és a körülötte elhelyezkedő védett terület Izsák város nyugati oldalán fekszik, de délebbi részei már Páhi, illetve Csengőd közigazgatási határai közt terülnek el. Három országos közúton, az 5203-as, az 5217-es és az 5301-es úton közelíthető meg, Izsák, Páhi vagy Soltszentimre települések felől.

## Kialakulása
A Kolon-tó a Duna egy mellékágából alakult ki; fejlődése egy rövid folyami, és egy hosszabb tavi szakaszra osztható. A tó mára elmocsarasodott és az elöregedés előrehaladott állapotát mutatja. Az üledék-felhalmozódás és benne termelődő szerves anyag mennyisége miatt a meder feltöltődése egyre gyorsabb. A sekélyebb részeken szikesedési és tőzegképződési folyamatok is beindultak.
A terület nagyobb része nádas mocsár. Nyílt víz alig található, a tó átlagos mélysége 60-80 cm. A tó nagymértékben elhínárosodott; ennek jellemző fajai az érdes tócsagaz (Ceratophyllum demersum), a bodros békaszőlő (Potamogeton natans), a fehér tündérrózsa (Nymphaea alba) és a keresztes békalencse (Lemna trisulca).

## Növényvilág
A tavat láprétek, mocsárrétek, és láperdő határolja. Az itt-ott fennmaradt tölgy-kőris-szil ligeterdők a Duna-Tisza közére egykor jellemző tájképet idézik.
A nádasok ritka növénye a lápi csalán (Urtica kioviensis). A déli rész védett növényritkaságai közül leginkább a kosborfélék érdemelnek külön említést: a területen nem kevesebb, mint kilenc orchidea-faj honos. Védett fajai a területnek (többek között) a szibériai nőszirom (Iris sibirica), a fátyolos nőszirom (Iris spuria), a vitézkosbor (Orchis militaris), a hússzínű ujjaskosbor (Dactylorhiza incarnata), a mocsári kosbor (Anacamptis laxiflora) és az epergyöngyike (Muscari botryoides).

## Állatvilág
A tó hatalmas nádasai gazdag madárvilágnak adnak otthont. A hazánkban előforduló valamennyi gémfaj, illetve a kanalasgém (Platalea leucorodia) is rendszeresen költ itt. Mellettük otthonra találtak a nádasok apróbb fészkelői is, mint a nádirigó (Acrocephalus arundinaceus), a nádi tücsökmadár (Locustella luscinioides) és rokon fajaik. A rendszeres fészkelő fajok között említhető még a nagy kócsag (Ardea alba / Egretta alba), a szürke gém (Ardea cinerea), a bölömbika (Botaurus stellaris), a nyári lúd (Anser anser), a cigányréce (Aythya nyroca), az egerészölyv (Buteo buteo) és a hamvas rétihéja (Circus pygargus).
A nádas lehetőséget nyújt a tó gazdag élővilágának megfigyelésére. A Kiskunsági Nemzeti Park a Magyar Madártani Egyesülettel közösen madármegfigyelő táborokat, madárgyűrűzést és madármegfigyelő túrákat szervez. 
Az emlősök közül az erdei cickány (Sorex araneus), a törpeegér (Micromys minutus), a vidra (Lutra lutra), a vörös róka (Vulpes vulpes) és a menyét (Mustela nivalis) él a területen. A halak közül védett faj a réti csík (Misgurnus fossilis), amely a sekély vizekben is képes fennmaradni, valamint a lápi póc (Umbra krameri). Gyakran látható a pettyes gőte (Lissotriton vulgaris) és a tarajos gőte (Triturus cristatus), valamint a mocsári teknős (Emys orbicularis) és a vízisikló (Natrix natrix) is gyakori.
A Kolon-tó növény- és állatvilága Európában is ritkaságnak számít, ezért a térség szigorúan védett terület, csak kísérővel látogatható. A tóvidéket telepített erdők és művelt földek övezik. A nyugati oldalon emelkedik egy 126 méter magas homokbucka, a Bikatorok.